# Sedlec, Břeclav
Sedlec là một làng thuộc huyện Břeclav, vùng Jihomoravský, Cộng hòa Séc.